# Gregg Henry
Gregg Lee Henry (Lakewood, Colorado, 6 de mayo de 1952) es un actor y músico de rock, blues y country estadounidense.
Es más conocido por su interpretación del asesino en serie Dennis Rader, en la película para televisión The hunt for the BTK killer, y por interpretar a varios "matones" en películas, como  Payback (1999) y Body Double (1984) de Brian De Palma. Este último con el que Henry ha colaborado frecuentemente a lo largo de los años, actuando en seis de las películas de De Palma hasta la fecha.

## Vida y carrera
Henry nació el 6 de mayo de 1952 en Lakewood, Colorado, Estados Unidos. Después de la secundaria, estudió actuación en la Universidad de Washington en Seattle. Justo después de graduarse de la universidad, Gregg se mudó a Los Ángeles, California para seguir una carrera como actor.
Henry ha aparecido en más de 75 programas de televisión, entre otros: The Riches, Firefly, Gilmore Girls, 24, Airwolf, CSI: Crime Scene Investigation, Asesinato, Matlock, L.A. Law, Falcon Crest, Luz de luna, Magnum, P.I., Rich Man, Poor Man - Book II, El mentalista, Castle, Glee, Burn Notice y Ex convictos.
Interpretó a Hugh Pannetta junto a Eddie Izzard y Minnie Driver en la serie de televisión de FX The Riches. Interpretó a Dobbs en la serie White Collar de USA Network y a Hollis Doyle en la serie Scandal de la ABC. A partir del 10 de junio de 2013, interpretó al detective Carl Reddick en The Killing. En 2014, tuvo un pequeño papel en la película de Marvel Guardianes de la Galaxia, así como en su secuela interpretando al abuelo de Peter Quill. Últimamente ha aparecido en papeles recurrentes en Hell on Wheels y The Following. También interpretó el papel principal en Shakespeare ‘'Julius Caesar'' en Shakespeare in the Park de 2017 en Nueva York.

## Vida personal
Henry está casado con la directora de teatro estadounidense Lisa James; la pareja vive en Los Ángeles.

## Filmografía

### Cine
| Año  | Título                                       | Personaje                | Observaciones                      |
| ---- | -------------------------------------------- | ------------------------ | ---------------------------------- |
| 1978 | Mean Dog Blues                               | Paul Ramsey              |                                    |
| 1979 | Hot Rod                                      | Brian Edison             |                                    |
| 1981 | Just Before Dawn, de Jeff Lieberman          | Warren                   |                                    |
| 1983 | Funny Money                                  | Ben Turtle               |                                    |
| 1983 | Scarface                                     | Charles Goodson          | No acreditado [La cita necesitada] |
| 1984 | Body Double                                  | Sam Bouchard             |                                    |
| 1986 | Banter                                       | Robert Prescott          |                                    |
| 1988 | Mamba                                        | Gene                     |                                    |
| 1989 | Casualties of War                            | Fiscal                   | Escenas eliminadas                 |
| 1992 | Raising Cain                                 | Teniente Terri           |                                    |
| 1998 | Star Trek: insurrección                      | Gallatin                 |                                    |
| 1999 | Payback                                      | Val Resnick              |                                    |
| 2001 | Southlander: Diario de un músico desesperado | Lane Windbird            |                                    |
| 2001 | Layover                                      | Jack Gillardo            |                                    |
| 2002 | Femme Fatale                                 | Shiff                    |                                    |
| 2002 | Ballistic: Ecks vs. Sever                    | Robert Gant / Clark      |                                    |
| 2003 | Purgatory Flats                              | Dean Mecklin             |                                    |
| 2003 | Sin                                          | Conrad                   |                                    |
| 2004 | El sueño Fácil, Hutch Rimes                  | Algodón Proudfit         |                                    |
| 2005 | Heatless                                     | Teniente Russ Carter     |                                    |
| 2005 | Silent Partner                               | Embajador Lafontaine     |                                    |
| 2005 | The Hunt for the BTK Killer                  | Dennis Rader             |                                    |
| 2006 | Slither                                      | Jack MacReady            |                                    |
| 2006 | United 93                                    | Coronel Robert Marr      |                                    |
| 2006 | La dalia negra                               | Pete Lukins              |                                    |
| 2011 | Super                                        | Detective John Felkner   |                                    |
| 2011 | Aislamiento                                  | Dr. Lawrence Moore       |                                    |
| 2011 | The Reunion                                  | Wills                    |                                    |
| 2012 | Unfair and Imbalanced                        | Jim Moran                |                                    |
| 2012 | El Patriota de América                       | Samuel Burwell           | Voz                                |
| 2012 | Cualquier día                                | Lambert                  |                                    |
| 2014 | Guardianes de la Galaxia                     | El abuelo de Peter Quill |                                    |
| 2016 | Jason Bourne                                 | Richard Webb             |                                    |
| 2016 | The Belko Experiment                         | La Voz                   | Voz                                |
| 2017 | Teen Titans: The Judas Contract              | Hermano Sangre           | Voz                                |
| 2017 | Guardianes de la Galaxia vol. 2              | El abuelo de Peter Quill |                                    |
| 2018 | Revuelta de oficina                          | Franklin Gantt           |                                    |
| 2019 | Stand!                                       | Mike Sokolowski          |                                    |
| 2023 | Guardianes de la Galaxia Vol. 3              | El abuelo de Peter Quill |                                    |

### Televisión
| Año       | Título                                                                  | Personaje                                                                                     | Observaciones |
| --------- | ----------------------------------------------------------------------- | --------------------------------------------------------------------------------------------- | --- |
| 1976      | Rich Man, Poor Man - Book II                                            | Wesley Jordache                                                                               | Miniserie de televisión |
| 1978      | Pearl                                                                   | Teniente Doug North                                                                           | Miniserie de televisión |
| 1979      | Dummy                                                                   | Ayudante del fiscal de distrito Smith                                                         | Película de televisión |
| 1982      | Azules y grises                                                         | Lester Bedell                                                                                 | Miniserie de televisión |
| 1984      | Airwolf                                                                 | Robert Villers                                                                                | Episodio: "El Cazado" |
| 1985      | Luz de luna                                                             | Paul McCain                                                                                   | Episodio: "The Next Murder You Hear" |
| 1985–1996 | Murder, She Wrote                                                       | Barry Bristol, Sheriff Lynn Childs, Richard Wellstood, Carl Ward, Lars Anderson, Mark Reisner | Episodios: "Broadway Malady", "Death Stalks the Big Top: Partes 1 & 2", "The Taxman Cometh", "The Big Kill", "Crimson Harvest", "Mrs. Parker's Revenge" |
| 1988–94   | L. A. Law                                                               | Robert Cullen Samuel Barkwell                                                                 | Episodios: "The Son Also Rises", "To Live and Diet in L.A.", "Cold Cuts"                                                                                |
| 1986      | Hardcastle and McCormick                                                | Tommy Kitchen                                                                                 | Episodio: "Noche de Póquer" |
| 1987      | Designing Women                                                         | Jack Abolladura                                                                               | Episodio: "Grand Slam, Thank You Ma'am" |
| 1987-88   | Werewolf                                                                | Agente Ritter                                                                                 | Episodio: "Pesadilla en Azul" |
| 1992      | Civil Wars                                                              | Gordon Dallek                                                                                 | Episodio: "Oboe Phobia" |
| 1993      | In the Heat of the Night                                                | George Deschamps                                                                              | Episodio: "Leftover Man", primera y segunda parte |
| 1996      | Terminal                                                                | Brian                                                                                         | Película de televisión |
| 1997      | Tidal Wave: No Escape                                                   | Edgar Purcell                                                                                 | Película de televisión |
| 1999–2001 | Family Law                                                              | Michael Holt                                                                                  | Personaje recurrente |
| 2000      | Cover Me: Based on the True Life of an FBI Family (serie de televisión) | Henry Crowe                                                                                   | Episodio: "Absolución" |
| 2001      | CSI: Crime Scene Investigation                                          | Agente especial Rick Culpepper                                                                | Episodio: "La Cinta Strangler" |
| 2001–2002 | Boston Public                                                           | Detective McGill                                                                              | Episodios: número nueve y número treinta y cinco |
| 2002      | Firefly                                                                 | Sheriff Bourne                                                                                | Episodio: "The Train Job" |
| 2002      | Boomtown                                                                | Robert Colson                                                                                 | Episodio: "The Squeeze" |
| 2002      | The Agency                                                              | Senador Bowden                                                                                | Episodio: "Heartless" |
| 2003      | Star Trek: Enterprise                                                   | Zho'Kaan                                                                                      | Episodio: "Alborea" |
| 2003      | Judging Amy                                                             | Morgan Simmons                                                                                | Episodio: "Wild Card" |
| 2003      | 24                                                                      | Jonathan Wallace                                                                              | Episodios 40@–43: Día 2 ("11:00 pm" @– "3:00 soy") |
| 2003      | The Lyon's Den                                                          | A.U.S.A                                                                                       | Episodios: "Blood" y "Separation Anxiety" |
| 2003      | Windfall                                                                | Bill Trask                                                                                    | Película de televisión |
| 2004      | The Handler                                                             | Griffin Klein                                                                                 | Episodio: "Congress Acts" |
| 2005–2007 | Eyes                                                                    | Clay Burgess                                                                                  | 7 episodios |
| 2005–2007 | Gilmore Girls                                                           | Mitchum Huntzberger                                                                           | Recurring Carácter |
| 2006      | CSI: Miami                                                              | William Preston                                                                               | Episodio: "Death Eminente" |
| 2007–2008 | The Riches                                                              | Hugh Panetta                                                                                  | Personaje habitual de la serie |
| 2008      | ER                                                                      | Agente Mark Downey                                                                            | Episodio: "Mordaz" |
| 2008      | El mentalista                                                           | Cal Trask                                                                                     | Episodio: "Rojo-Entregó" |
| 2008      | Sparky & Mikaela                                                        | El papá de Mikaela                                                                            | Episodio: "Piloto" |
| 2009      | La Bestia                                                               | Frank Oland/Mike Parques                                                                      | Episodio: "Hothead" |
| 2009      | Dollhouse                                                               | William Bashford                                                                              | Episodio: "Mordaz" |
| 2009      | Oscuro Azul                                                             | Jimmy Boyd                                                                                    | Episodio: "Pistolas, Strippers y Mujeres" |
| 2009      | Numb3rs                                                                 | Pete Fox                                                                                      | Episodio: "Fuego Amistoso" |
| 2009      | Castle                                                                  | Winston Wellesley                                                                             | Episodio: "Matar el Mensajero" |
| 2009      | Glee                                                                    | Russell Fabray                                                                                | Episodio: "Ballad" |
| 2009–2011 | Colgado                                                                 | Mike Caza                                                                                     | Recurring Estación 1; estaciones Regulares 2@–3 |
| 2010      | Grey's Anatomy                                                          | Dr. Gracie                                                                                    | Episodio: "La urdimbre de tiempo" |
| 2010      | Three Rivers                                                            | Lester Dimes                                                                                  | Episodio: "Historias de Caso" |
| 2010      | Los tipos buenos                                                        | Wayne Young                                                                                   | Episodio: "$3.52" |
| 2010      | Medium                                                                  | Entrenador Swanson                                                                            | Episodio: "Charla a la Mano" |
| 2010      | CSI: Miami                                                              | Roger Cavanaugh                                                                               | Episodio: "Azúcar de Sangre" |
| 2011      | Harry's Law                                                             | Mitchell Alero                                                                                | Episodio: "Con Amigos Como Estos..." |
| 2011      | CHAOS                                                                   | Kurt Neimeyer                                                                                 | Episodio: "Días de Gloria" |
| 2011      | Mr. Sunshine                                                            | Echa Ferguson                                                                                 | Episodio: "Negocio Familiar" |
| 2011      | Burn Notice                                                             | Ian Covey                                                                                     | Episodio: "Pérdida Aceptable" |
| 2011–2012 | Ex convictos                                                            | Richard Wendell                                                                               | Episodio: " hay Episodio" de Reglas: "Frío Servido" |
| 2012      | NCIS: Los Ángeles                                                       | Alex Harris                                                                                   | Episodio: "Blye, K." Parte 1 & 2 |
| 2012      | Leverage                                                                | Trent Hazlit                                                                                  | Episodio: "El Trabajo de Juguete" |
| 2012      | White Collar                                                            | Henry Dobbs / Robert Macleish                                                                 | Episodios: "Querido"; "La mayoría Quiso" |
| 2012–2013 | Bunheads                                                                | Rico                                                                                          | 4 episodios |
| 2012–2017 | Scandal                                                                 | Hollis Doyle                                                                                  | 22 episodios. Recurring, estación 2; Huésped, estación 3, estación 5                                                                                    |
| 2013–2014 | The Killing                                                             | Carl Reddick                                                                                  | 16 episodios. Recurring, estación 3; Principal, estación 4                                                                                              |
| 2014      | Lizzie Borden Tomó una Hacha                                            | Hosea Knowlton                                                                                | Película de televisión |
| 2014–2015 | The Following                                                           | Dr. Arthur Strauss                                                                            | 6 episodios. Recurring, estación 2; Principal, estación 3                                                                                               |
| 2014–2016 | Hell on Wheels                                                          | Brigham Young                                                                                 | 7 episodios. Recurring Condimenta 4@–5 |
| 2015–2016 | CSI: Cyber                                                              | Calvin Mundo                                                                                  | 3 episodios |
| 2016      | Chicago Med                                                             | Dr. David Downey                                                                              | 8 episodios. Recurring, estación 1. |
| 2016      | Gilmore Girls: A Year in the Life                                       | Mitchum Huntzberger                                                                           | Episodio: "Primavera" |
| 2016      | Those Who Can't                                                         | El papá de Bryce                                                                              | Episodio: "Mid-Bryce Crisis" |
| 2017      | Supergirl                                                               | Peter Thompson                                                                                | Episodio: "Alex" |
| 2018      | Black Lightning                                                         | Agente Martin Proctor                                                                         | 7 episodios |
| 2019      | The Rookie                                                              | Juez                                                                                          | Episodio: "Homefront" |
| 2021      | Hit & Run                                                               | Padre de Danielle                                                                             | |
| 2021      | The Resident                                                            | Dr. Aaron Kranepool                                                                           | Episodio : "Now What?" |

### Videojuegos
| Año  | Título                              | Función         |
| ---- | ----------------------------------- | --------------- |
| 1999 | Caminata de estrella: Mal Escondido | Gal'na          |
| 2012 | Lollipop Chainsaw                   | Gideon Starling |